# Швеция на зимних Олимпийских играх 1924

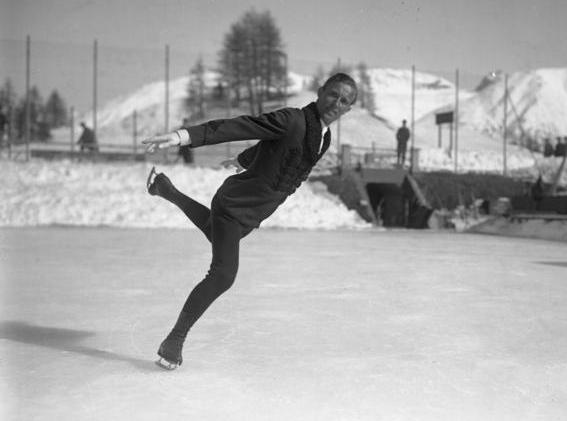
Олимпийский чемпион Гиллис Графстрём

Швеция принимала участие в Зимних Олимпийских играх 1924 года в Шамони (Франция), где завоевала одну золотую и одну серебряную медаль. Сборную страны представляли 31 спортсмен.

## Золото
- Фигурное катание, мужчины — Гиллис Графстрём.

## Серебро
- Кёрлинг, мужчины — Johan Åhlén, Carl Kronlund, Ture Ödlund, Carl Petersén, Carl-Axel Pettersson, Erik Severin, Karl-Erik Wahlberg, Victor Wetterström.